# Idiognophomyia capicola
Idiognophomyia capicola är en tvåvingeart som först beskrevs av Alexander 1934.  Idiognophomyia capicola ingår i släktet Idiognophomyia och familjen småharkrankar. Inga underarter finns listade i Catalogue of Life.